# ЧСК Пивара
«Пивара» (серб. ФK ЧСК Пивара) — сербский футбольный клуб из района Челарево города Бачка-Паланка в Южно-Бачском округе автономного края Воеводина.

## История
Команда была основана в 1925 году. В 1946 году клуб сменил своё название на «Раднички» (Челарево) и выступал с ним до 1950 года, когда вновь изменил своё название, на этот раз на СК «Подунавьє». По завершении года команда начала выступления в первенстве Нови-Сада. В этом турнире она выступала два года. В 1952 году клуб начал выступления в Региональной лиге Нови-Сад. В 1953 году «Подунавьє» и другой футбольный клуб под названием «Краишник» объединились и образовали ЧСК.
С 1964 по 1967 годы клуб выступал в Первой лиге чемпионата Воеводины (4-й уровень чемпионатов Югославии). Команда вновь вернулась в лигу в 1969 году и продолжила выступать в ней в течение трёх следующих сезонов. В течение следующих 17 лет клуб выступал в низших региональных лигах, но в 1989 году вернулся в Первую лигу чемпионата Воеводины. Команда выступала в ней только один сезон, но после вылета из него уже в следующем сезоне снова вернулась в Первую лигу Воеводины.
В 1993 году клуб присоединился к Третьей лиге, которая называлась Сербская лига Севера. Наконец, в 1998 году команде удалось выйти во Вторую лигу чемпионата ФР Югославии и остаться в ней на следующие четыре сезона. С 2002 по 2005 годы ЧСК выступал в Сербской лиге Воеводина (ранее она имела название Север). В 2005 году команда вернулась во вторую лигу, которая теперь носила название Первая лига чемпионата Сербии. В Первой лиге клуб оставался до сезона 2009/10, когда занял 17-е место и был понижен в классе. С тех пор команда играла в Сербской лиге Воеводина, где провела пять сезонов, но в сезоне 2014/15 заняла первое место и перешла в Первую лигу Сербии.
Пиво LAV стало главным спонсором ЧСК, а «Пивара» в переводе с сербского означает «Пивоварня». Клуб тесно связан с Carlsberg Srbija, которая является самой популярной и самой известной пивной компанией в Сербии.

## Достижения
- Лига Воеводины
  - Победитель: 2014/15